# Chaetostephana rendalli
Chaetostephana rendalli là một loài bướm đêm trong họ Noctuidae.